# Чекунда
Чекунда — село в Верхнебуреинском районе Хабаровского края. Административный центр Чекундинского сельского поселения.

## История
Село Чекунда возникло на месте одного из старинных эвенкийских стойбищ. Удобное для охоты и рыбной ловли место привлекло аборигенов этого района. Оно находилось на берегу р. Бурея, между двумя впадающими в неё реками Туюн и Ингирь справа Чекундинка, Ола, Ушман — слева.
Чекунда приобретает особый статус с началом деятельности золотодобывающих приисков Нимано-Буреинской компании в 70-х г. XIX века. Чекунда становится не только торговым центром по заготовке пушнины, но и главной перевалочной базой по снабжению приисков.
В 1926 году, с образованием Дальневосточного края, Чекунда вошла в его состав. 14 июня 1927 года был образован Верхнебуреинский туземный район, коренным населением которого были эвенки, районным центром становится Чекунда. В 1934 году, после образования в составе края Амурской области, Верхнебуреинский район вошёл в её состав. В 1938 году село Чекунда вошло в состав только что образованного Хабаровского края, первоначально — через Амурскую область, а с 1948 года — непосредственно.
27 сентября 1943 года районный центр был перенесён в село Средний Ургал.
В феврале 1945 года было принято решение Верхнебуреинского исполкома райсовета открыть в Чекунде детский дом для воспитания детей, оставшихся без родителей во время войны и после неё.
За историю существования пережила Чекунда несколько наводнений Буреи. Летом 1975 года было крупное наводнение, из-за которого село было перенесено на 7 километров выше по течению.
В конце декабря 2018 года в Верхнебуреинском районе произошло обрушение части сопки в реку, которая питает Бурейскую ГЭС. Возникли риски затопления населенных пунктов, расположенных выше по течению. Принято решение о переселении жителей Чекунды в Чегдомын и находящийся рядом с райцентром поселок ЦЭС. Но, увы, переселения так и не было. Некоторые жители уехали сами, а оставшиеся так и живут в Чекунде, на своей родной земле. 

## География

### Географическое положение
Чекунда находится на берегу р. Буреи, между двумя впадающими в неё реками Туюн и Ингирь справа Чекундинка, Ола, Ушман — слева.

### Климат
Климат переходный от резко континентального к муссонному. Зима очень суровая и малоснежная. Лето тёплое и дождливое.
| Показатель                    | Янв.  | Фев.  | Март  | Апр.  | Май  | Июнь | Июль | Авг. | Сен. | Окт.  | Нояб. | Дек.  | Год   |
| ----------------------------- | ----- | ----- | ----- | ----- | ---- | ---- | ---- | ---- | ---- | ----- | ----- | ----- | ----- |
| Абсолютный максимум, °C       | −2    | 2,0   | 16,3  | 26,1  | 33,8 | 35,7 | 37,1 | 34,0 | 30,1 | 23,4  | 9,7   | −0,3  | 37,1  |
| Средний суточный максимум, °C | −23,7 | −15   | −2,3  | 9,6   | 18,9 | 24,7 | 27,2 | 24,6 | 17,9 | 6,8   | −9,6  | −23,4 | 4,6   |
| Средняя температура, °C       | −30,5 | −23,6 | −10,8 | 2,0   | 10,4 | 16,4 | 19,7 | 17,3 | 10,2 | 0,5   | −15,4 | −29,1 | −2,7  |
| Средний суточный минимум, °C  | −35,6 | −31,1 | −19,2 | −4,8  | 2,8  | 9,4  | 13,7 | 11,8 | 4,5  | −4,8  | −20,4 | −33,6 | −8,9  |
| Абсолютный минимум, °C        | −52,2 | −49,3 | −46   | −26,5 | −8,4 | −2,4 | 2,2  | −0,9 | −11  | −24,6 | −44,1 | −51,6 | −52,2 |
| Норма осадков, мм             | 7     | 7     | 10    | 28    | 68   | 96   | 144  | 129  | 81   | 42    | 20    | 12    | 644   |
| Источник: Погода и Климат     |       |       |       |       |      |      |      |      |      |       |       |       |       |

### Часовой пояс
Чекунда находится в часовой зоне МСК+7. Смещение применяемого времени относительно UTC составляет +10:00.

## Население
| 1939 | 1992 | 2002 | 2010 | 2011 | 2012 | 2021 |
| ---- | ---- | ---- | ---- | ---- | ---- | ---- |
| 1263 | ↘600 | ↘305 | ↘200 | →200 | ↗204 | ↘166 |

## Образование
Действует общеобразовательная школа № 14.

## Люди, связанные с селом
- Захаров, Виктор Николаевич (сапёр)(1901―1981) ― якутский охотник, обнаружил богатейшее месторождение слюды-флогопита в Якутии. Участник Великой Отечественной войны, сапёр, ефрейтор[10]. В 1944 году был представлен к званию Героя Советского Союза.